# ناحیه تابلاط
ناحیه تابلاط (به عربی: دائرة تابلاط) یک ناحیه در الجزایر است که در استان مدیه واقع شده‌است.